# Charles Van den Borren
Charles Jean Eugene Van den Borren (* 17. November 1874 in Ixelles; † 14. Januar 1966 in Uccle) war ein belgischer Musikwissenschaftler.

## Leben
Charles Van den Borren, ein promovierter Jurist und guter Amateurpianist, studierte nach siebenjähriger Anwaltstätigkeit Musikgeschichte bei Ernest Closson (1870–1950). 1919 wurde er Bibliothekar des Königlichen Konservatoriums Brüssel, welches eine der reichsten Musikaliensammlungen Europas besitzt. Er war Professor für Musikgeschichte an den Universitäten von Brüssel und Lüttich. 1937 wurde er korrespondierendes und 1939 ordentliches Mitglied der Académie royale des Sciences, des Lettres et des Beaux-Arts de Belgique (Classe des Beaux-Arts). 1953 war er Präsident der Académie und 1946 Vorsitzender der Société belge de musicologie.
Neben wissenschaftlichen Gremien in Belgien war er Mitglied in zahlreichen außerbelgischen Gesellschaften; so der Akademie der Wissenschaften und der Literatur in Mainz, der „Akademie der Wissenschaften Wien“, der „Gesellschaft zur Herausgabe von Denkmälern der Tonkunst in Österreich“, der „Société française de musicologie“, der „Royal Musical Association“ in London, der „Gesellschaft für Musikforschung“ und der American Musicological Society.
Van den Borrens wichtigstes Betätigungsfeld war die Erforschung der Musik der Spanischen Niederlande, die sich über das Gebiet des heutigen Belgien, Nordwest-Frankreich und den Süden der heutigen Niederlande erstreckte, also die Heimat der meisten franko-flämischen Komponisten, die das musikalische Geschehen in diesem Zeitraum an fast allen wichtigen Höfen und Kirchenstaaten Europas maßgeblich gestalteten. Dazu gehören beispielsweise Namen wie Johannes Ciconia, Orlando di Lasso, Johannes Ockeghem, Guillaume du Fay, Josquin Desprez, Adrian Willaert,  Antoine Busnoys aber auch unbekanntere Meister wie Jean Phillois, Gilles Joye, Lupus Hellinck (1494- um 1541) oder Josquin Baston (um 1515 – um 1576). Ein weiteres Betätigungsfeld war die Erforschung des Wirkens belgischer Komponisten der Romantik wie César Franck oder Peter Benoit.
Für sein Wirken erhielt er die belgischen Orden des „Grand Officier des Ordres de Léopold et de la Couronne“, besonders stolz war er auf die ausländischen Auszeichnungen, so erhielt er hochrangige niederländische, französische, österreichische und italienische Orden.
Van den Borren mit seinem Schüler und Schwiegersohn Safford Cape gründeten 1933 das „Ensemble Pro Musica Antiqua“, mit dem sie die erforschte Musik aus der Zeit zwischen 1200 und 1600, wieder erklingen lassen konnten. Wichtige Schüler waren Robert Wangermée (1920–2019) und Suzanne Clercx-Lejeune (1910–1985), seine Nachfolgerin an der Lütticher Universität und Mutter des Musikwissenschaftlers Jérôme Lejeune  (* 1952), der neben seiner Lehrtätigkeit das Label Ricercar gründete und betreut.
Während der Besatzung Belgiens durch die Nationalsozialisten in den 1940er Jahren versteckte Van den Borren zusammen mit seiner Frau Madeleine zwei jüdische Kinder unter anderem bei sich zuhause, wodurch diese den Holocaust überlebten.

## Schriften (Auswahl)
- L'Œuvre dramatique de César Franck (Brüssel, 1907)
- Les Origines de la musique de clavier en Angleterre (Brüssel, 1912)
- Les musiciens belges en Angleterre à l'époque de la renaissance (Brüssel, 1913)
- The sources of keyboard music in England
- Les Débuts de la musique à Venise (Brüssel, 1914)
- Les Origines de la musique de clavier dans les Pays-Bas (Brüssel, 1914)
- Le manuscrit musical M. 222 C. 22 de la Bibliothèque de Strasbourg (XVe siècle) brulé en 1870 (1924)
- Guillaume Dufay: son importance dans l'évolution de la musique au XVe siècle (Brüssel, 1925)
- Peter Benoit (Brüssel, 1942)
- Études sur le XVe siècle musical (Anvers, 1943)
- Orlando di Lasso (Brüssel, 1943)
- César Franck (Brüssel, 1950)
- Polyphonia sacra: a continental miscellany of the fifteenth century (Brüssel, 1963)